# Gutwiesen
Gutwiesen ist ein Gemeindeteil von Büchlberg im niederbayerischen Landkreis Passau.
Das Dorf hat insgesamt 70 Einwohner.